# Großer Preis von Italien 1964
Der Große Preis von Italien 1964 (offiziell XXXV Gran Premio d’Italia) fand am 6. September auf dem Autodromo Nazionale di Monza in Monza statt und war das achte Rennen der Automobil-Weltmeisterschaft 1964.

## Berichte

### Hintergrund
Für das Heimrennen meldete Ferrari fünf verschiedene Fahrzeuge, darunter zum ersten Mal den neuen Ferrari 1512. Dieses Fahrzeug war ein Ferrari 158 mit V12-Motor anstatt eines V8-Aggregats. Der Ferrari 1512 wurde im Training getestet, jedoch nicht im Rennen gefahren. Den Rest der Saison und in der Automobil-Weltmeisterschaft 1965 kam der Ferrari 1512 parallel zum Ferrari 158 zum Einsatz, wurde aber beispielsweise von John Surtees nur selten bevorzugt. Surtees setzte beim Großen Preis von Italien den Ferrari 158 ein. Für Bandini waren drei verschiedene Modelle gemeldet, von denen er ebenfalls den Ferrari 158 wählte. Ludovico Scarfiotti nahm als dritter Fahrer des Teams teil, er fuhr den 156 Aero. Für ihn war es das einzige Saisonrennen. Lotus meldete zwei neue Lotus 33 sowie einen älteren Lotus 25, den Jim Clark im Training und im Rennen nutzte. Sein Teamkollege Mike Spence fuhr das neuere Modell. Bei Cooper wurde Phil Hill für ein Rennen durch John Love ersetzt, da Phil Hill in der gesamten Saison nur einen Punkt erreicht hatte. Für Love blieb es das einzige Saisonrennen und das einzige für ein Werksteam in seiner Karriere in der Automobil-Weltmeisterschaft. Die letzten beiden Saisonrennen fuhr Phil Hill wieder für Cooper, bevor er sich aus der Automobil-Weltmeisterschaft zurückzog. Nach einem Grand Prix Pause, die für Verbesserungen des V12-Motors genutzt wurde, war Honda wieder dabei. Fahrer des Teams blieb Ronnie Bucknum.
Auch bei den Teams mit Kundenfahrzeugen gab es Veränderungen im Fahrerfeld. Maurice Trintignant, der letzte Fahrer im Feld, der bereits in der ersten Saison 1950 dabei war, beendete nach dem Großen Preis von Italien seine Karriere. Er stellte mit 81 Rennteilnahmen einen Rekord auf, der erst beim Großen Preis der USA 1966 von Jack Brabham gebrochen wurde. Peter Revson beendete die Saison und fuhr in den folgenden Jahren Sportwagen in amerikanischen Rennserien. 1971 kehrte er als Stammfahrer von Tyrrell zurück. Das Rob Walker Racing Team meldete zwei Brabham für Joakim Bonnier und Giacomo Russo, der unter seinem Pseudonym Geki zum ersten Mal gemeldet war. Ian Raby und Bob Anderson beendeten die Saison mit ihren privaten Fahrzeugen, Giancarlo Baghetti verließ die Scuderia Centro Sud und fuhr in den folgenden Jahren nur noch vereinzelte Rennen für verschiedene Teams. Joseph Siffert löste sein Siffert Racing Team auf und wechselte 1965 zum Rob Walker Racing Team. Jean-Claude Rudaz war das einzige Mal in seiner Karriere für einen Grand Prix der Automobil-Weltmeisterschaft gemeldet; Mário de Araújo Cabral bestritt sein letztes Rennen. Erst beim Großen Preis von Italien 1993, 29 Jahre später, qualifizierte sich mit Pedro Lamy erneut ein portugiesischer Fahrer für einen Grand Prix. Cabral fuhr einen Wagen, den Derrington-Francis konstruiert hatte. Die Basis dafür war ein alter A.T.S. 100. Für den Konstrukteur blieb es die einzige Teilnahme, da Dan Gurney das Fahrzeug später bei Testfahrten schwer beschädigte.
Mit Phil Hill, Graham Hill und Clark nahmen drei ehemalige Sieger am Rennen teil, bei den Konstrukteuren waren zuvor Ferrari fünfmal, Cooper, Lotus und B.R.M. jeweils einmal erfolgreich. In der Fahrerwertung führte Graham Hill mit zwei Punkten Vorsprung vor Clark und 13 Punkten Vorsprung vor Surtees. Alle Fahrer mit mindestens fünf Punkten hatten noch theoretische Chancen Weltmeister zu werden. In der Konstrukteurswertung hatte B.R.M. zwei Punkte Vorsprung auf Lotus und lag acht Zähler vor Ferrari. Nur die fünf Werksteams B.R.M., Lotus, Ferrari, Brabham und Cooper hatten noch theoretische Chancen auf den Titel.
Bruce McLaren bestritt seinen 50. Grand Prix.

### Training
Da man auf dem Hochgeschwindigkeitskurs von Monza sehr vom Windschattenfahren profitierte und nur dadurch gute Rundenzeiten möglich waren, bildeten sich bereits in der ersten Trainingssitzung am Freitag verschiedene Gruppen von Fahrern, die untereinander die Positionen wechselten, um vom Windschatten des unmittelbar Vorherfahrenden zu profitieren. Gurney und Surtees fuhren anfangs die schnellsten Runden. Bei Cooper erzielte McLaren schnelle Rundenzeiten und hielt mit den Führenden in der Wertung mit, Love allerdings musste die Trainingssitzung wegen eines technischen Defektes beenden. Surtees und Gurney fuhren zusammen um die Strecke, in ihrem Windschatten lag Clark mit seinem Lotus, der nur schwer die Höchstgeschwindigkeiten von Ferrari und Brabham erreichte. Siffert schloss sich Surtees, Gurney und Clark an und verbesserte dadurch ebenfalls seine schnellste Rundenzeit, während Surtees sich den ersten Rang sicherte, mehr als eine Sekunde schneller als Gurney. Im Mittelfeld fuhr Bucknum konstant gute Rundenzeiten und hielt mit Spence sowie Ginther mit. Für Rudaz war das Training nach einem Motorschaden beendet. Clark wechselte den Wagen und fuhr den Lotus 25, der als Ersatzfahrzeug gedacht war. Mit ihm konnte Clark sich verbessern, aber er lag weiterhin mehrere Sekunden hinter der schnellsten Rundenzeit von Surtees.
War der Freitag noch sonnig und trocken, änderte sich das Wetter zum Samstag hin. Trotz dichter Bewölkung blieb die Strecke aber trocken. Ferrari hatte den Ferrari 1512 vorbereitet und Bandini fuhr ihn zum ersten Mal in der zweiten Trainingssitzung. Die Werksteams nutzten die verbliebene Zeit für die Rennabstimmung, sodass keine Zeiten mehr verbessert wurden; auch bei den Fahrern mit Kundenfahrzeugen gab es nur noch wenige Verbesserungen.
Surtees erzielte seine zweite und letzte Pole-Position der Saison, nachdem er zuvor bereits beim Großen Preis von Deutschland vom ersten Platz aus ins Rennen gegangen war. Gurney wurde Zweiter vor Graham Hill und Clark. McLaren qualifizierte sich auf Rang fünf. Damit lagen fünf verschiedene Konstrukteure auf den ersten fünf Plätzen. Siffert war auf Rang sechs der beste Fahrer mit Kundenfahrzeug; Bandini, Spence, Ginther und Bucknum komplettierten die ersten zehn.
Das Fahrerfeld war auf 20 Wagen begrenzt. Aus diesem Grund qualifizierten sich die fünf langsamsten Fahrer nicht. Dies waren ursprünglich Raby, Love, Geki, Trevor Taylor und Trintignant. Da aber Rudaz, der auf Startplatz 20 lag, seinen Cooper mangels Ersatzteilen nicht mehr reparieren konnte, rückte Trintignant in die Startaufstellung nach.

### Rennen
Wie in den meisten Rennen zuvor wurden die Wagen in der richtigen Startaufstellung einige Meter vor der eigentlichen Startposition aufgestellt und rollten dann nach vorn, um nach Schwenken der Flagge das Rennen aufzunehmen. Graham Hill blieb am Start stehen und machte mit Handbewegungen die nachfolgenden Fahrer auf die Gefahr aufmerksam. McLaren wich ihm aus und setzte sich vor Gurney und Surtees in Führung, während Clark hinter den beiden Fahrzeugen lag und nicht an ihnen vorbeikam. Mehrere Versuche den B.R.M. von Graham Hill zu starten misslangen, sodass er bereits beim Start ausschied. McLaren wurde noch in der ersten Runde von Surtees und Gurney überholt und zusammen mit Clark bildeten diese vier Fahrer eine Führungsgruppe, die sich vom Rest des Feldes absetzte. In den folgenden Runden wechselten die Positionen sowohl in dieser Gruppe als auch in der größeren noch folgenden ständig, sodass es schwierig wurde, die genaue Reihenfolge zu bestimmen. Das Verfolgerfeld bestand aus 12 Fahrzeugen. Mit Cabral, Revson und Trintignant bildete sich im hinteren Feld eine dritte Gruppe von Fahrern, die sich ebenfalls ständig gegenseitig überholten.
An der Spitze duellierten sich Gurney und Surtees um den Sieg, wodurch sie ihren Vorsprung auf das Verfolgerfeld stetig vergrößerten. Im Mittelfeld schied in Runde fünf Hailwood mit einem Motorschaden aus und Bucknum stellte seinen Wagen mit defekten Bremsen ab, sodass noch zehn Fahrzeuge um den fünften Platz kämpften. Am Ende des Feldes schieden Trintignant und Cabral aus, woraufhin Revson als einziger Fahrer auf der Strecke ohne einen unmittelbaren Kontrahenten blieb. In Runde 28 fiel Clark mit einem Motorschaden aus; dies war für ihn der dritte Ausfall in Folge. Nachdem er zunächst mit großem Abstand die Fahrerwertung angeführt hatte, fiel er durch diese Ausfallserie in der Weltmeisterschaft zurück, hatte aber weiterhin gute Chancen auf den Titel. Im Verfolgerfeld verlor Anderson den Anschluss und auch Scarfiotti fiel zurück, als er nach einer Berührung von der Strecke abkam. Somit verblieben in dieser Gruppe acht Fahrzeuge. An der Spitze verlor unterdessen McLaren den Anschluss, sodass Surtees und Gurney den Sieg unter sich ausmachten. Beide trafen in Runde 39 auf die Verfolgergruppe zum Überrunden, die zeitgleich auf Anderson auflief, der ebenfalls überrundet wurde. Um alle Kontrahenten zu überrunden, brauchten Gurney und Surtees mehrere Runden. Anschließend übernahm Brabham für elf Runden den vierten Platz.
Erst gegen Ende des Rennens nahm die Anzahl der Überholmanöver deutlich ab. McLaren drosselte die Geschwindigkeit und lag knapp hinter der Verfolgergruppe sicher auf dem dritten Platz. An der Spitze hatte Gurney Probleme mit seinem Motor und Surtees konnte so einen Vorsprung auf ihn aufbauen. Auch im Mittelfeld entstanden größere Abstände zwischen einzelnen Fahrern. Brabham lag vor Ginther, Ireland und Bandini, schied jedoch in Runde 59 mit Motorschaden aus. Er wurde auf Rang 14 gewertet. Auch sein Teamkollege Gurney kam an die Box, er setzte das Rennen nach einer Reparatur fort. McLaren verbesserte sich damit auf den zweiten Rang, um den dritten Podiumsplatz kämpften Ginther, Bandini und Ireland.
Surtees gewann den Grand Prix mit mehr als einer Minute Vorsprung vor McLaren, er fuhr neben der Pole-Position außerdem auch die schnellste Rennrunde. Dies war sein zweiter und letzter Saisonsieg sowie der einzige beim Großen Preis von Italien. Für Ferrari war es der dritte Sieg in Folge. McLaren wurde Zweiter, mit einer Runde Rückstand folgten Bandini und Ginther, die zeitgleich über die Ziellinie fuhren. Nach Auswertung der Fotos wurde Bandini von der Rennleitung der dritte Platz zugesprochen. Ireland kam auf Rang fünf ins Ziel, dahinter fuhren ebenfalls beinahe zeitgleich Spence und Siffert über die Linie, Spence war knapp vorn und erhielt den letzten Zähler für Platz sechs. Für Ireland waren es die letzten Punkte seiner Karriere, für Spence der erste. Die ersten zehn wurden von Baghetti, Scarfiotti und Gurney komplettiert.
Nach dem Rennen stürmten Tausende Zuschauer die Strecke und machten die Ehrenrunde unmöglich. Die beiden Ferrari-Fahrer Surtees und Bandini wurden von der feiernden Menge eingekreist und die Polizei musste schließlich einschreiten, um die beiden sicher zur Siegerehrung bringen zu können.
In der Fahrerwertung blieb Graham Hill zwei Punkte in Führung vor Clark, Surtees kam aber bis auf vier Punkte an ihn heran. Neben Clark, Surtees und Graham Hill hatten noch Bandini und Ginther theoretische Chancen auf den Titel. Bei den Konstrukteuren übernahm Ferrari das erste Mal in der Saison die Führung in der Wertung. Ferrari hatte 37 Punkte, B.R.M. 42, allerdings zählten durch die Streichresultateregelung nur 36 davon. Einen weiteren Punkt dahinter lag Lotus mit 35 Punkten. Neben diesen drei Konstrukteuren hatte Brabham noch eine theoretische Chance auf den Titel.

## Meldeliste
| Team                        | Nr. | Fahrer                 | Chassis                   | Motor           | Reifen |
| --------------------------- | --- | ---------------------- | ------------------------- | --------------- | ------ |
| Scuderia Ferrari SpA SEFAC  | 02  | John Surtees           | Ferrari 158               | Ferrari 1.5 V8  | D      |
| Scuderia Ferrari SpA SEFAC  | 04  | Lorenzo Bandini        | Ferrari 158               | Ferrari 1.5 V8  | D      |
| Scuderia Ferrari SpA SEFAC  | 04  | Lorenzo Bandini        | Ferrari 156 Aero          | Ferrari 1.5 V6  | D      |
| Scuderia Ferrari SpA SEFAC  | 04  | Lorenzo Bandini        | Ferrari 1512              | Ferrari 1.5 B12 | D      |
| Scuderia Ferrari SpA SEFAC  | 06  | Ludovico Scarfiotti    | Ferrari 156 Aero          | Ferrari 1.5 V6  | D      |
| Team Lotus                  | 08  | Jim Clark              | Lotus 25                  | Climax 1.5 V8   | D      |
| Team Lotus                  | 08  | Jim Clark              | Lotus 33                  | Climax 1.5 V8   | D      |
| Team Lotus                  | 10  | Mike Spence            | Lotus 33                  | Climax 1.5 V8   | D      |
| Siffert Racing Team         | 12  | Joseph Siffert         | Brabham BT11              | BRM 1.5 V8      | D      |
| Brabham Racing Organisation | 14  | Jack Brabham           | Brabham BT11              | Climax 1.5 V8   | D      |
| Brabham Racing Organisation | 16  | Dan Gurney             | Brabham BT7               | Climax 1.5 V8   | D      |
| Owen Racing Organisation    | 18  | Graham Hill            | BRM P261                  | BRM 1.5 V8      | D      |
| Owen Racing Organisation    | 20  | Richie Ginther         | BRM P261                  | BRM 1.5 V8      | D      |
| DW Racing Enterprises       | 22  | Bob Anderson           | Brabham BT11              | Climax 1.5 V8   | D      |
| Cooper Car Company          | 24  | John Love              | Cooper T73                | Climax 1.5 V8   | D      |
| Cooper Car Company          | 26  | Bruce McLaren          | Cooper T73                | Climax 1.5 V8   | D      |
| Honda R&D Co.               | 28  | Ronnie Bucknum         | Honda RA271               | Honda 1.5 V12   | D      |
| Scuderia Centro Sud         | 30  | Giancarlo Baghetti     | BRM P57                   | BRM 1.5 V8      | D      |
| Rob Walker Racing Team      | 34  | Joakim Bonnier         | Brabham BT7               | Climax 1.5 V8   | D      |
| Rob Walker Racing Team      | 36  | Geki                   | Brabham BT11              | BRM 1.5 V8      | D      |
| Revson Racing               | 38  | Peter Revson           | Lotus 24                  | BRM 1.5 V8      | D      |
| Reg Parnell Racing          | 40  | Mike Hailwood          | Lotus 25                  | BRM 1.5 V8      | D      |
| British Racing Partnership  | 44  | Trevor Taylor          | BRP Mk1                   | BRM 1.5 V8      | D      |
| British Racing Partnership  | 46  | Innes Ireland          | BRP Mk2                   | BRM 1.5 V8      | D      |
| A.T.S.                      | 50  | Mário de Araújo Cabral | Derrington-Francis ATS100 | A.T.S. 1.5 V8   | G      |
| Ian Raby Racing             | 56  | Ian Raby               | Brabham BT3               | BRM 1.5 V8      | D      |
| Fabre Urbain                | 60  | Jean-Claude Rudaz      | Cooper T60                | Climax 1.5 V8   | D      |

Anmerkungen
1. 1 2 3  Bandini fuhr den Ferrari 158 und den Ferrari 1512 mit der Nummer 4 in den Trainingssitzungen und den Ferrari 158 im Rennen.
2. 1 2  Clark fuhr beide Wagen in den Trainingssitzungen und den Lotus 25 mit der Nummer 8 im Rennen.

## Klassifikationen

### Startaufstellung
| Pos. | Fahrer                 | Konstrukteur   | Zeit   | Ø-Geschwindigkeit | Start |
| ---- | ---------------------- | -------------- | ------ | ----------------- | ----- |
| 01   | John Surtees           | Ferrari        | 1:37,4 | 212,53 km/h       | 01    |
| 02   | Dan Gurney             | Brabham-Climax | 1:38,2 | 210,79 km/h       | 02    |
| 03   | Graham Hill            | B.R.M.         | 1:38,7 | 209,73 km/h       | 03    |
| 04   | Jim Clark              | Lotus-Climax   | 1:39,1 | 208,88 km/h       | 04    |
| 05   | Bruce McLaren          | Cooper-Climax  | 1:39,4 | 208,25 km/h       | 05    |
| 06   | Jo Siffert             | Brabham-B.R.M. | 1:39,7 | 207,62 km/h       | 06    |
| 07   | Lorenzo Bandini        | Ferrari        | 1:39,8 | 207,41 km/h       | 07    |
| 08   | Mike Spence            | Lotus-Climax   | 1:40,3 | 206,38 km/h       | 08    |
| 09   | Richie Ginther         | B.R.M.         | 1:40,4 | 206,18 km/h       | 09    |
| 10   | Ronnie Bucknum         | Honda          | 1:40,4 | 206,18 km/h       | 10    |
| 11   | Jack Brabham           | Brabham-Climax | 1:40,8 | 205,36 km/h       | 11    |
| 12   | Jo Bonnier             | Brabham-Climax | 1:41,0 | 204,95 km/h       | 12    |
| 13   | Innes Ireland          | BRP-B.R.M.     | 1:41,0 | 204,95 km/h       | 13    |
| 14   | Bob Anderson           | Brabham-Climax | 1:41,3 | 204,34 km/h       | 14    |
| 15   | Giancarlo Baghetti     | B.R.M.         | 1:41,5 | 203,94 km/h       | 15    |
| 16   | Ludovico Scarfiotti    | Ferrari        | 1:41,6 | 203,74 km/h       | 16    |
| 17   | Mike Hailwood          | Lotus-B.R.M.   | 1:41,6 | 203,74 km/h       | 17    |
| 18   | Peter Revson           | Lotus-B.R.M.   | 1:42,0 | 202,94 km/h       | 18    |
| 19   | Mário de Araújo Cabral | A.T.S.         | 1:42,6 | 201,75 km/h       | 19    |
| 20   | Jean-Claude Rudaz      | Cooper-Climax  | 1:43,0 | 200,97 km/h       | –     |
| 21   | Maurice Trintignant    | B.R.M.         | 1:43,3 | 200,39 km/h       | 20    |
| DNQ  | Trevor Taylor          | BRP-B.R.M.     | 1:43,8 | 199,42 km/h       | –     |
| DNQ  | Geki                   | Brabham-B.R.M. | 1:44,1 | 198,85 km/h       | –     |
| DNQ  | John Love              | Cooper-Climax  | 1:48,5 | 190,78 km/h       | –     |
| DNQ  | Ian Raby               | Brabham-B.R.M. | 1:52,2 | 184,49 km/h       | –     |

### Rennen
| Pos. | Fahrer                 | Konstrukteur   | Runden | Stopps | Zeit       | Start | Schnellste Runde |
| ---- | ---------------------- | -------------- | ------ | ------ | ---------- | ----- | ---------------- |
| 01   | John Surtees           | Ferrari        | 78     | 0      | 2:10:51,8  | 01    | 1:38,8 (63.)     |
| 02   | Bruce McLaren          | Cooper-Climax  | 78     | 0      | + 1:06,0   | 05    | 1:40,0           |
| 03   | Lorenzo Bandini        | Ferrari        | 77     | 0      | + 1 Runde  | 07    | 1:39,9           |
| 04   | Richie Ginther         | B.R.M.         | 77     | 0      | + 1 Runde  | 09    | 1:39,6           |
| 05   | Innes Ireland          | BRP-B.R.M.     | 77     | 0      | + 1 Runde  | 13    | 1:40,1           |
| 06   | Mike Spence            | Lotus-Climax   | 77     | 0      | + 1 Runde  | 08    | 1:40,6           |
| 07   | Joseph Siffert         | Brabham-B.R.M. | 77     | 0      | + 1 Runde  | 06    | 1:40,4           |
| 08   | Giancarlo Baghetti     | B.R.M.         | 77     | 0      | + 1 Runde  | 15    | 1:41,2           |
| 09   | Ludovico Scarfiotti    | Ferrari        | 77     | 0      | + 1 Runde  | 16    | 1:41,1           |
| 10   | Dan Gurney             | Brabham-Climax | 75     | 2      | + 3 Runden | 02    | 1:39,2           |
| 11   | Bob Anderson           | Brabham-Climax | 75     | 0      | + 3 Runden | 14    | 1:42,0           |
| 12   | Joakim Bonnier         | Brabham-Climax | 74     | 0      | + 4 Runden | 12    | 1:39,8           |
| 13   | Peter Revson           | Lotus-B.R.M.   | 72     | 0      | + 6 Runden | 18    | 1:44,5           |
| 14   | Jack Brabham           | Brabham-Climax | 59     | 0      | DNF        | 11    | 1:39,8           |
| –    | Jim Clark              | Lotus-Climax   | 28     | 0      | DNF        | 04    | 1:39,9           |
| –    | Mário de Araújo Cabral | A.T.S.         | 25     | 0      | DNF        | 19    | 1:45,6           |
| –    | Maurice Trintignant    | B.R.M.         | 22     | 0      | DNF        | 20    | 1:45,6           |
| –    | Ronnie Bucknum         | Honda          | 13     | 0      | DNF        | 10    | 1:41,5           |
| –    | Mike Hailwood          | Lotus-B.R.M.   | 5      | 0      | DNF        | 17    | 1:41,5           |
| –    | Graham Hill            | B.R.M.         | 0      | 0      | DNF        | 03    |                  |
| DNS  | Jean-Claude Rudaz      | Cooper-Climax  | –      | –      | –          | –     | –                |

## WM-Stände nach dem Rennen
Die ersten sechs des Rennens bekamen 9, 6, 4, 3, 2, 1 Punkte. Es zählten nur die sechs besten Ergebnisse aus zehn Rennen. In der Konstrukteurswertung zählten dabei nur die Punkte des bestplatzierten Fahrers eines Teams.

### Fahrerwertung
| Pos. | Fahrer              | Konstrukteur            | Punkte |
| ---- | ------------------- | ----------------------- | ------ |
| 01   | Graham Hill         | B.R.M.                  | 32     |
| 02   | Jim Clark           | Lotus-Climax            | 30     |
| 03   | John Surtees        | Ferrari                 | 28     |
| 04   | Richie Ginther      | B.R.M.                  | 20     |
| 05   | Lorenzo Bandini     | Ferrari                 | 19     |
| 06   | Bruce McLaren       | Cooper-Climax           | 13     |
| 07   | Peter Arundell      | Lotus-Climax            | 11     |
| 08   | Jack Brabham        | Brabham-Climax          | 11     |
| 09   | Dan Gurney          | Brabham-Climax          | 10     |
| 10   | Bob Anderson        | Brabham-Climax          | 5      |
| 11   | Tony Maggs          | B.R.M.                  | 4      |
| 12   | Innes Ireland       | BRP-B.R.M.              | 4      |
| 13   | Joseph Siffert      | Lotus-B.R.M. / Brabham  | 3      |
| 14   | Joakim Bonnier      | Cooper-Climax / Brabham | 3      |
| 15   | Chris Amon          | Lotus-B.R.M.            | 2      |
| 16   | Maurice Trintignant | B.R.M.                  | 2      |
| 17   | Mike Hailwood       | Lotus-B.R.M.            | 1      |

| Pos. | Fahrer                    | Konstrukteur    | Punkte |
| ---- | ------------------------- | --------------- | ------ |
| 18   | Phil Hill                 | Cooper-Climax   | 1      |
| 19   | Mike Spence               | Lotus-Climax    | 1      |
| 20   | Trevor Taylor             | BRP-B.R.M.      | 0      |
| 21   | Giancarlo Baghetti        | B.R.M.          | 0      |
| 22   | Gerhard Mitter            | Lotus-Climax    | 0      |
| 23   | Ludovico Scarfiotti       | Ferrari         | 0      |
| 24   | Ronnie Bucknum            | Honda           | 0      |
| 25   | Peter Revson              | Lotus-B.R.M.    | 0      |
| 26   | John Taylor               | Cooper-Ford     | 0      |
| –    | Carel Godin de Beaufort † | Porsche         | 0      |
| –    | André Pilette             | Scirocco-Climax | 0      |
| –    | Ian Raby                  | Brabham-B.R.M.  | 0      |
| –    | Frank Gardner             | Brabham-Ford    | 0      |
| –    | Edgar Barth               | Cooper-Climax   | 0      |
| –    | Jochen Rindt              | Brabham-B.R.M.  | 0      |
| –    | Mário de Araújo Cabral    | A.T.S.          | 0      |

### Konstrukteurswertung
| Pos. | Konstrukteur   | Punkte  |
| ---- | -------------- | ------- |
| 01   | B.R.M.         | 36 (39) |
| 02   | Lotus-Climax   | 34      |
| 03   | Ferrari        | 28      |
| 04   | Brabham-Climax | 21      |
| 05   | Cooper-Climax  | 10      |
| 06   | Lotus-B.R.M.   | 3       |
| 07   | Brabham-B.R.M. | 3       |

| Pos. | Konstrukteur    | Punkte |
| ---- | --------------- | ------ |
| 08   | BRP-B.R.M.      | 2      |
| 09   | Cooper-Ford     | 0      |
| 10   | Honda           | 0      |
| –    | Porsche         | 0      |
| –    | Scirocco-Climax | 0      |
| –    | A.T.S.          | 0      |